# 劉用和
劉用和（1780年10月12日—1841年9月9日），字仲諴。號潔田，又號煦堂，江蘇省常州府武進縣（今屬常州市）人，清朝政治人物。

## 生平
監生出身。嘉慶九年（1804年）充任甲子科鄉試謄錄官。實錄館議敘，授廣西上思州知州。
嘉慶十五年（1810年）三月，以上思州知州充任領解黔餉委員。後遷順天府昌平州知州。
二十二年（1817年）九月，因直隸總督方受疇是女婿之祖父，自請迴避。後署理順天府糧馬通判。
道光三年（1823年）八月，授順天府西路廳同知；十二月，改南路廳同知，升授北路廳同知，以同知護理直隸霸昌道。
十五年（1835年），調授福建福州府平潭廳同知。
二十一年（1841年）升授甘肅平涼府知府，七月，未赴任即卒，年六十二歲。誥授朝議大夫，例晉中憲大夫。葬於陽湖縣豐西鄉童家橋四十二都六圖。

## 家庭及關聯
劉用和為武進西營劉氏第十六世。
- 祖父：劉星煒（1718年－1772年），乾隆十三年進士，官至工部左侍郎。
- 祖母：余氏，劉星煒正室，歲貢生余世奇之女。

- 父：劉種之（1741年－1810年），乾隆三十一年進士，官至右春坊右贊善、河南學政。
- 母：史氏，劉種之繼室，溧陽史氏兵部右侍郎史奕昂之女，誥封宜人。

- 劉用和排行第二，有一兄三弟三妹：
  - 劉用霖（1778年－1836年），監生，官陝西渭南縣等縣知縣。娶刑部主事浙江仁和趙溶之女。
  - 劉用錫（1781年－1828年），監生，官至安徽無為州知州。娶候選郎中湯紹業之女。出嗣伯劉謹之。
  - 劉用績（1782年－？年），出嗣胞叔劉理之，早卒。
  - 妹一，由伯劉謹之側室王氏、陳氏撫養，適儀徵鄭兆梁。
  - 妹二，適安徽蕪湖龍驤。
  - 劉用康（1796年－1851年），監生，官雲南安豐場鹽大使。娶江蘇淮揚道師彥之女。
  - 妹三，適嘉慶十三年進士監察御史浙江嘉善查元偁。
  - 妹四，適廣東候補通判南匯吳敬樞。

### 妻妾
- 正室：湯氏，山東廣寧州知州湯康業之女，誥封宜人，例贈恭人。
- 側室：王氏。
- 側室：朱氏。
- 婢妾：趙氏、何氏、陳氏。

### 子女
有子女十四人，九子五女。
- ⒈長子：劉紹凱（1800年－1845年），嫡湯氏出。監生。娶吳縣管氏，候選縣丞管淇之女。
- ⒉次子：劉紹恩（1803年－1841年），嫡湯氏出。監生。娶嘉興盛氏，直隸涿州知州盛世綺之女。
- ⒊三子：劉紹光（1804年－1852年），庶王氏出。官湖北當陽縣典史，委守湖北省城中和門失陷殉國，入祀昭忠祠、賞雲騎尉世職。娶歷城張氏，安徽潁州府知府張丕昌之女。
- ⒋長女，嫡湯氏出，適直隸總督桐城方受疇之孫、湖北歸州知州方長治。
- ⒌次女，庶王氏出，適四川嘉定府通判吳文嘉。
- ⒍三女，庶朱氏出，適山西襄陵關世泰。
- ⒎四女，庶朱氏出，適湖南祁陽陳鴻。
- ⒏四子：劉紹勛（1808年－？年），庶朱氏出。娶松江王氏，王啟鰲之女。
- ⒐五子：劉紹吾（1822年－？年），庶朱氏出。山東河南河道候補從九品。娶泗州楊氏，嘉慶十九年進士漕運總督楊殿邦之女。
- ⒑六子：劉紹斗（1827年－？年），庶朱氏出。游幕於江西，泰和縣城陷死難。
- ⒒七子：劉紹整（1834年－？年），庶趙氏出，早卒。
- ⒓五女，庶朱氏出，未字卒。
- ⒔八子：劉紹春（1836年－1852年），庶何氏出。湖北省城城陷殉難。
- ⒕九子：劉紹壽（1837年－？年），庶陳氏出。從釋出家。